# Ofensiva de Daraa (enero 2015)
La ofensiva de Daraa de enero de 2015 fue una ofensiva rebelde lanzada en la Gobernación de Daraa durante la guerra civil siria , en un intento por capturar las posiciones restantes del Ejército en Shaykh Maskin, y así asegurar la carretera Daraa-Damasco, y otras posiciones en la provincia de Daraa.

## Ofensiva rebelde
El 24 de enero de 2015, los rebeldes anunciaron tres batallas en la gobernación de Daraa: 
- "Fidak Ya Rasola Allah" o "La victoria solo viene de Allah" [24]
- "Patea sus puertas" [26]
- "Carga de la Unidad" [26]

Ese día, 10 combatientes rebeldes (incluido un comandante de campo) fueron asesinados.  Al día siguiente, los rebeldes atacaron a la Brigada 82 y capturaron su cuartel general, con combates en curso en el área.  Según la agencia de noticias Alaan, los rebeldes también capturaron la base de radar en el noroeste de la ciudad.  Al menos 40 combatientes de ambos bandos murieron en los enfrentamientos.  Según Al-Masdar News, 14 soldados fueron asesinados antes de que el Ejército se retirara de la Brigada 82.  Los rebeldes declararon a la ciudad de Shaykh Maskin como "liberada" poco después de que el Ejército se retirara de la base.  Según la agencia de noticias Al-Arabiya, los rebeldes invadieron la mayor parte de la ciudad después de que capturaron la Brigada 82.
El 29 de enero, los rebeldes avanzaron cerca de Al-Suhayliyyeh y Dilli, capturando granjas adyacentes a la parte norte de Shaykh Maskin.  Sin embargo, según Al-Masdar, el Ejército recapturó la instalación de almacenamiento de Faroun y las posiciones en Dilli después de estas ganancias iniciales.  La misma fuente también afirmó que el Ejército rechazó un ataque rebelde en la aldea de Al-Atash.  Dos días después, el Ejército lanzó una contraofensiva contra la Brigada 82, alegando que recapturó la Planta de Oxígeno y Niqta Al-Masarat y avanzó hacia la entrada norte de la base en sus alrededores.  Sin embargo, el Ejército se vio obligado a retirarse del norte de la base "para reagruparse".  Mientras tanto, los rebeldes avanzaron en el pueblo de Dilli hacia el centro.  El 31 de enero, un equipo de filmación de Al Jazeera visitó la base de radar de la Brigada 82 en el noroeste de Shaykh Maskin, confirmando que la base fue tomada durante la fase inicial de la ofensiva.  